# Iridopsis evolata
Iridopsis evolata är en fjärilsart som beskrevs av Debauche 1937. Iridopsis evolata ingår i släktet Iridopsis och familjen mätare. Inga underarter finns listade i Catalogue of Life.